# Altan Dinçer
Altan Dinçer, né le 30 mai 1932, à Istanbul, en Turquie et décédé le 12 janvier 2010, à Istanbul, est un ancien joueur et entraîneur turc de basket-ball.